# Barada
El Barada es el principal río de Damasco, la capital de Siria. Nace en la cordillera del Antilíbano y  su curso tiene una longitud de 84 km. Desemboca en el lago al 'Utaybah.